# Megamix
Als Megamix bezeichnet man die Aneinanderreihung bzw. Vermischung von Bestandteilen mehrerer Lieder. Es gibt viele Arten von Megamixen. Man kann sie dabei zum einen nach der Art der Musikrichtung (z. B. Housemix, Dancemix, Technomix, Rockmix, Blackmix …), zum anderen nach dem Anlass der Produktion (z. B. Summer-Megamix, (Mid)Yearmix, Artist-Mix …) unterscheiden. Verbreitet veröffentlichen auch deutschsprachige Schlagerstars einen Megamix als Überblick über ihr (Lebens-)Werk (Hitmixe wie z. B. "Die längste Single der Welt" von Wolfgang Petry). Zudem veröffentlichen auch gängige Labels regelmäßig Schlager-Mixe wie z. B. "Der Deutsche Hitmix".
Der Begriff Mega besagt nicht zwingend, dass es sich dabei um einen sehr langen Mix handeln muss, sondern lediglich, dass in ihm viele Lieder zumindest andeutungsweise vertreten sind. Beispielsweise können auf einem Mix in CD-Länge 20 Tracks à 4 Minuten Platz finden, aber auch 160 Tracks à 30 Sekunden.
Megamixe sind vom Prinzip her in etwa mit einem Hit-Medley oder der Ouvertüre eines Musicals zu vergleichen, in dem Songs aneinandergereiht, angedeutet oder miteinander kombiniert werden. Ein Großteil im Studio produzierter Megamixe wird durch das Hinzufügen von Samples (Musik- bzw. Sprach-Bruchstücken) oder Key-Samples (Loops) produziert; es gibt aber auch digitale Mixe nach dem sogenannten Cut-&-Paste-Prinzip, bei denen der jeweilige Mix meist mit einer durchgängigen Bassline unterlegt wird und die Song-Schnipsel (oft nur auf den Chorus beschränkt) aneinandergereiht werden.
Das Megamix-Prinzip ist durch verschiedene Clubs und Discos bekannt geworden, wo häufig die Club-Mixe (die meist nur mit Beats beginnen bzw. enden) überlappend auf den Turntables mit Hilfe eines Mischpults eingespielt werden. Gerade im HipHop-Bereich kamen den Übergängen auch immer wieder verhäuft Scratch-Einlagen zum Einsatz. Heutzutage sind allerdings auch immer häufiger digitale Produktionen vorzufinden, sodass sich das Ergebnis nicht nur auf die Live-Leistung beschränken muss.
In Deutschland sind Megamixe vor allem durch die illegalen Deep Dance-Kreationen bekannt geworden, die DJ Deep seit Anfang der 1990er Jahre produzierte. Inspiriert wurde er durch den niederländischen Mix-Pionier Ben Liebrand, der schon seit den 1980er Jahren – anfangs mit Tapedecks – Eigenkreationen aus bekannten Liedern erstellte. Heutzutage erzielen die in den 1990er-Jahren auf CD gepressten Deep Dance Mixe teilweise astronomisch hohe Preise bei illegalen Auktionen. DJ Deep produzierte seit 2002 – oftmals zusammen mit seinem Partner Studio 33 – legale Megamixe, die regelmäßig in den deutschen Album-Charts vertreten waren. Dabei veröffentlichten die beiden Mix-Talente DJ Deep und DJ Studio 33 ihre etlichen Mix-Reihen meist unter der Bezeichnung SWG-Team – was ausgeschrieben für „so wird's gemacht“ steht. Seit dieser Zeit produzieren zudem sogenannte „Trittbrett-Fahrer“ unter dem Namen „Deep Dance“ illegale Megamixe (Fakes) von eher mäßiger Qualität, die bei Sammlern aber ebenfalls sehr begehrt sind. Zeitweise bedienen sich die "neuen" Akteure hinter dem Deep-Dance-Vertrieb an Werken, die nicht für diese Serie erstellt wurden. Gerade in den letzten Serien kam es häufig dazu, dass sich an Mixen bedient wurde, die u. a. auf Mixcloud.com oder Hearthis.at zum Streamen angeboten wurden. Diese Mixe wurden heruntergeladen und als "Deep Dance" in den Umlauf gebracht. Auch unter dem Pseudonym „Studio 33“ erschienen in regelmäßigen Abständen gefakte History-Fortsetzungen. Inspiriert durch die drei Feten-Mixe, die Deep und 33 im Auftrag von Polystar aus der Fetenhits-Reihe konstruierten, erschienen von Nachahmern illegal erstellte Mix-Serien – u. a. mit der Bezeichnung „Deep Party Mix“ bzw. „Studio 33 – Party Compilation“.
Heutzutage sind immer mehr Megamixer aus aller Welt zu finden, die ihre Werke vor allem für bestimmte Radiosender produzieren oder diesen anbieten. Große Namen der Megamix-Branche sind unter anderem DJ SandStorm (3fm), The Dizzy DJ, Oliver Momm (Eins Live), Martin Pieters (Radio Decibel), DJ Hysterical (Deep FM) sowie DJ Deep (Radio ffn) und natürlich Ben Liebrand (Radio Veronica). Zudem sind auch etliche aus den Charts bekannte Deejays wie z. B. David Guetta, Robin Schulz oder Felix Jaehn mit regelmäßigen Mix-Shows auf Mixcloud.com vertreten.
Auch die Fake-Serien Deep Dance (Fake) und Studio33 (Fake) sind noch im Geschäft. Insgesamt weisen diese Fake-Mixe selten die hohe Qualität der originalen früheren Erscheinungen auf. Deren Kultstatus bleibt indes für die Remix-Szene bestehen. Die heutigen Bootleg-Mixe gibt es auf fast jedem Flohmarkt oder „unter der Ladentheke“. Diese Bootleg-Mixe kann man in fast ganz Deutschland, sowie auf Mallorca und in Dänemark auf Flohmärkten, Wochenmärkten und in „DJ-Shops“ erwerben. Aus urheberrechtlichen Gründen sind die wenigsten Mix-Reihen legal auf CD erhältlich. Ausnahmen bilden z. B. die Grandmixes von Ben Liebrand (2000–2018 + Spezial-Editionen), die offiziellen Deep Dance-CDs (2003 Vol.1 bis 2014 Vol.24) und diverse Mixe auf DMCworld.com.